# Clytocerus longicorniculatus
Clytocerus longicorniculatus är en tvåvingeart som beskrevs av Krek 1987. Clytocerus longicorniculatus ingår i släktet Clytocerus och familjen fjärilsmyggor. Inga underarter finns listade i Catalogue of Life.